# Cal Gassull
Cal Gassull és un mas situat al municipi de l'Albi, a la comarca catalana de les Garrigues.